# アプルモン
アプルモン （Apremont）は、フランス、ペイ・ド・ラ・ロワール地域圏、ヴァンデ県のコミューン。

## 地理

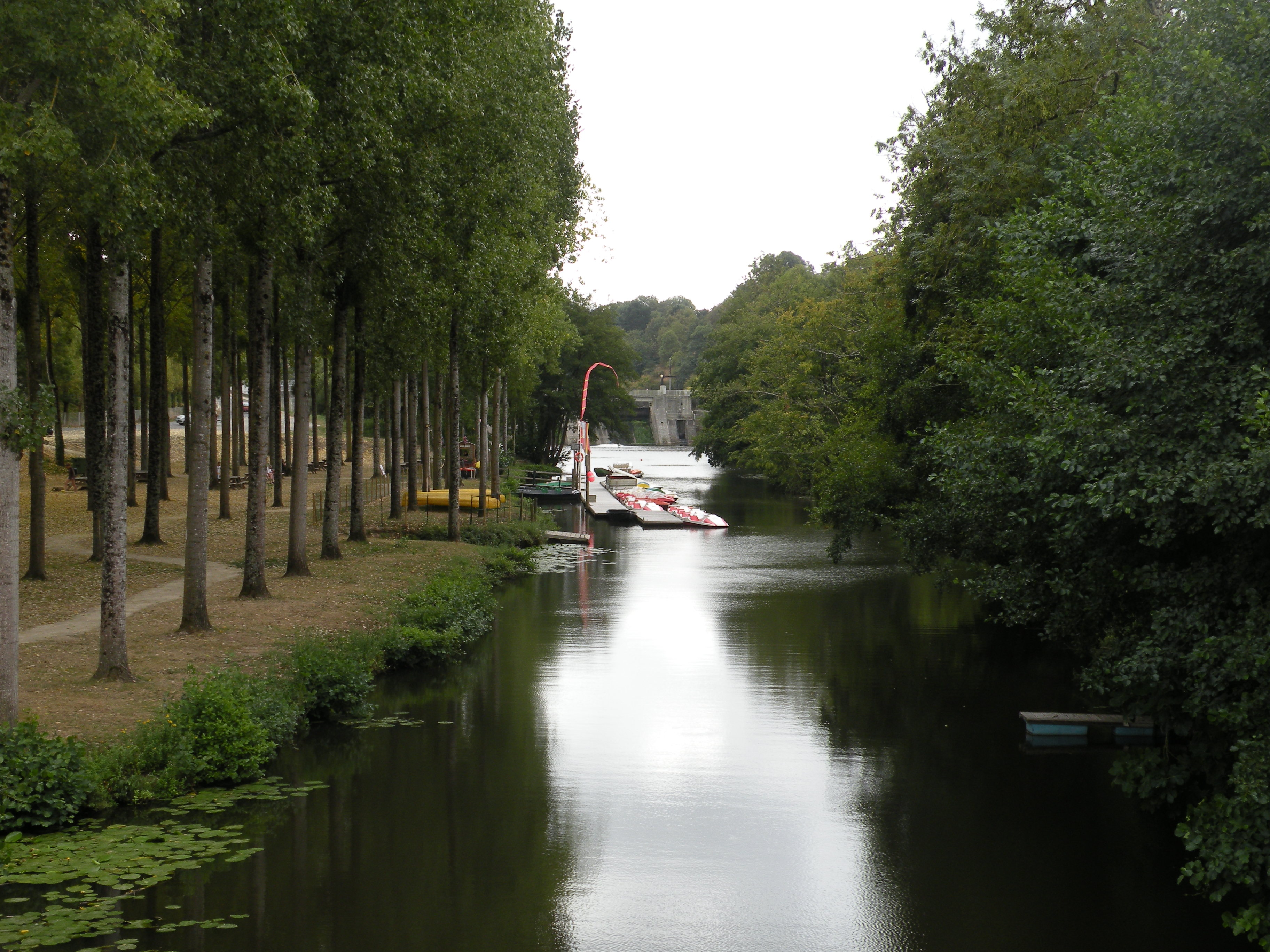
ヴィ川

県北西部に位置し、シャランから約17km離れている。海岸に沿って流れる河川であるヴィ川が町を横切り、町の上流には貯水目的でダムが形成されている。

## 歴史
ガリア時代から人が定住し、ヴィ川の浅瀬に面していたためにガロ＝ローマ時代も相対的に重要な場所だった。
フィリップ・シャボ・ド・ブリオンは中世の古い要塞を遺産として手に入れた。それはヴィ川を見下ろす、町の南側の岩の露頭の上にあった。彼はこの古い要塞の基礎の上にルネサンス様式の城を再建することにした。フィリップ・シャボはフランソワ1世とともに育てられ、良い教育を授けられていた。彼はイタリア戦争の多くに参戦し、パヴィアの戦いでは王とともに捕虜となった。フィリップは王の釈放を求めて交渉した。この褒美として、彼は海軍の最高責任者であるフランス提督となった。
王に対して陰謀を企んだことが公になると、フィリップ・シャボは幸運を失い、財産や称号が没収され、非常に重い罰金を払わねばならなくなった。王はフィリップに好意的に裁判のやり直しを命じた。これを契機にフィリップは復権した。しかし、没落の過程に大きく影響を受けて健康を損ね、彼は翌年に急死した。王はアプルモンの城をジャン・ド・ブロスと交換した。ブロスは、妻アンヌがフランソワ1世の愛妾であり、豪勢を誇示する祝宴を行った。ブロスは嫡子なく死んだため、城はラ・トレモイユ家、その後モンモランシー・リュクサンブール家が継承した。
ユグノー反徒がリエの戦いで勝利すると、サン＝ジル＝クロワ＝ド＝ヴィで夕食をとったルイ13世は1622年4月16日から17日にかけての夜をアプルモン城で過ごした。
シャルル・ポール・シジスモン・ド・モンモランシー・リュクサンブールは、伝道を達成させるために、ルエ司祭と呼ばれた。城を維持するのにあまりに金がかかりすぎるため、落札者に対して、城の主要部分の石が資材として売られた。わずかな収入を得るために、城の主要部分はこうして破壊されたのである。
1960年まで複数の所有者の間を転々とし、当時の所有者テボー家が城をコミューンに遺贈した。

## 人口統計
| 1962年 | 1968年 | 1975年 | 1982年 | 1990年 | 1999年 | 2008年 | 2013年 |
| ------ | ------ | ------ | ------ | ------ | ------ | ------ | ------ |
| 1211   | 1146   | 1109   | 1131   | 1152   | 1119   | 1374   | 1728   |

参照元:1962年から1999年までは複数コミューンに住所登録をする者の重複分を除いたもの。それ以降は当該コミューンの人口統計によるもの。1999年までEHESS/Cassini、2004年以降INSEE

## 史跡
- アプルモン城 - ヴァンデにおける初期ルネサンス様式の城。かつて中世の要塞であった場所に建てられ、現在も城壁の一部、跳ね橋の跡がある守衛詰所、食品を保存するためにつくられた氷蔵などが残る。

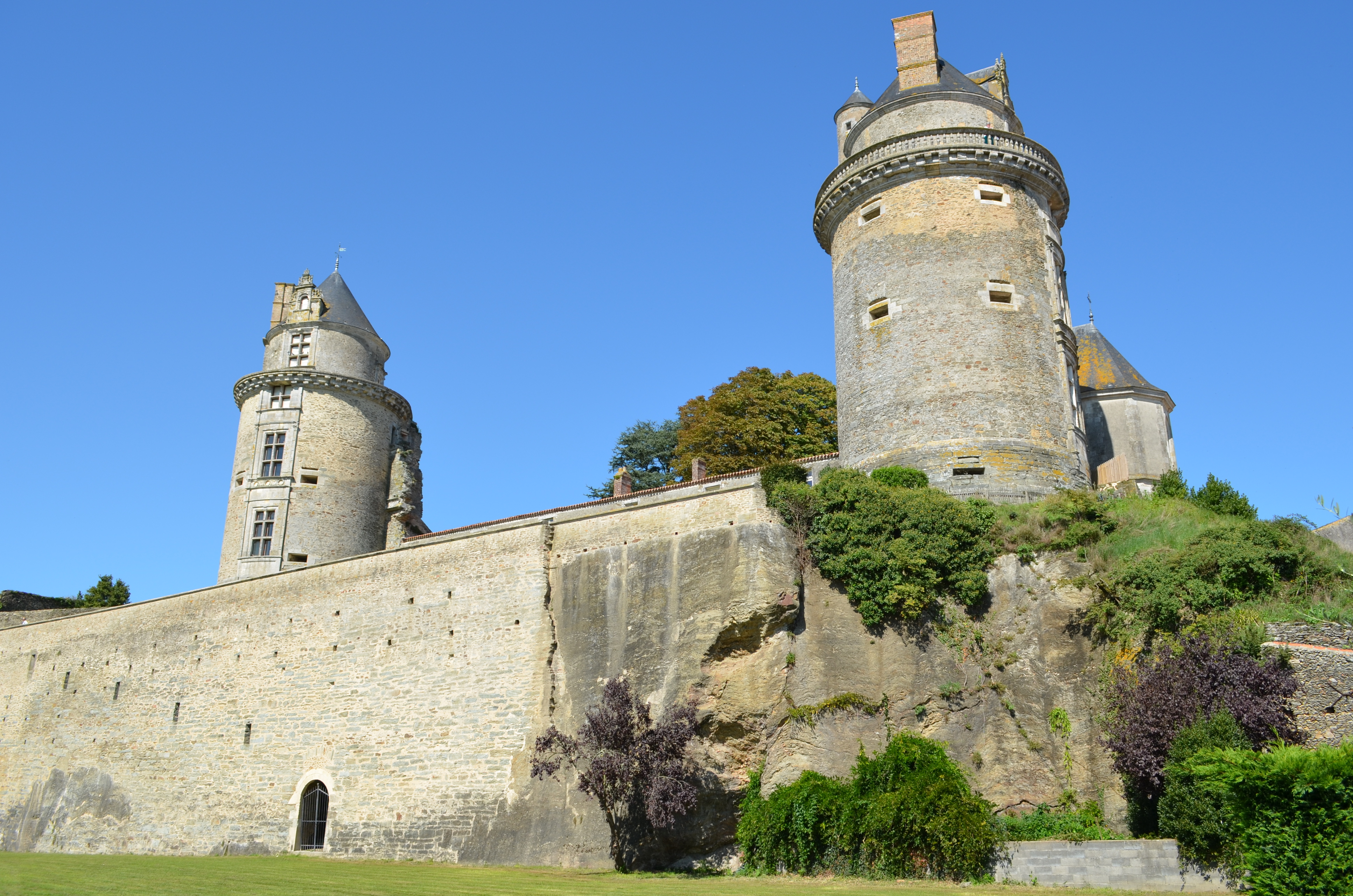
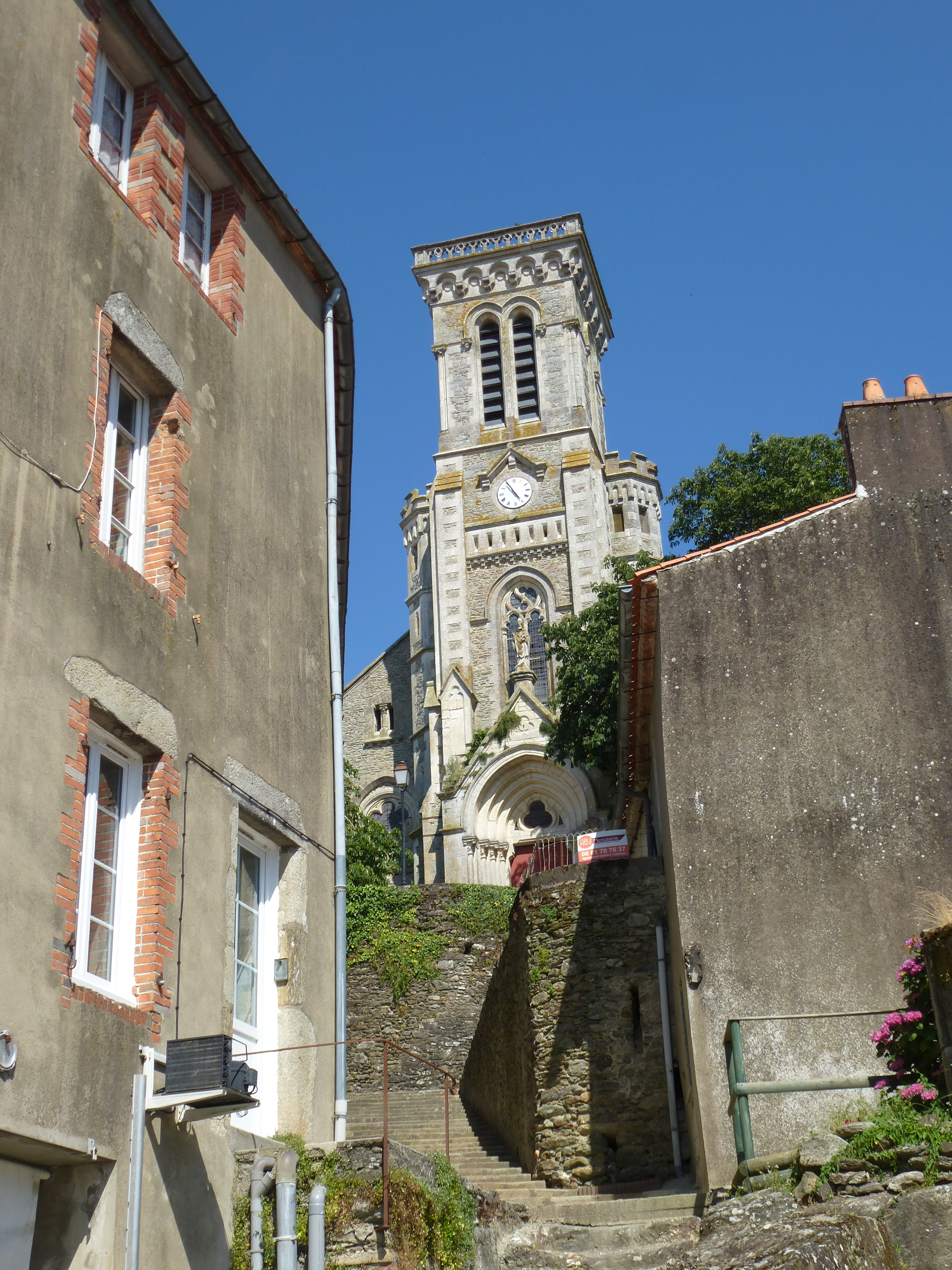

- サン・マルタン教会

### ノート
1. ↑  Réélu en 2014.